# Adam Gorski
Adam Gorski herbu Nałęcz – starostwa wiekszniański w 1776 roku, niedoszły chorąży żmudzki w 1789 roku.
Poseł na Sejm 1776 roku z Księstwa Żmudzkiego.